# Nikola Vujčić
Nikola Vujčić, (ur. 14 czerwca 1978 we Vrgoracu) – chorwacki koszykarz, występujący na pozycjach silnego skrzydłowego lub środkowego, wielokrotny mistrz rozmaitych lig europejskich, po zakończeniu kariery sportowej został menadżerem sportowym, obecnie (od 2013) pełni to stanowisko w klubie Maccabi Tel Awiw.

## Osiągnięcia
Na podstawie, o ile nie zaznaczono inaczej.
Drużynowe
- Mistrz:
  - Euroligi (2004, 2005)
  - Francji (2002)
  - Izraela (2003–2007)
  - Grecji (2009)
- Wicemistrz Izraela (2008)
- Zdobywca pucharu:
  - Chorwacji (1997)
  - Izraela (2003–2006)
  - Grecji (2010)

Indywidualne
- MVP:
  - kolejki Euroligi (1 - 2005/2006, 7, 10, 12 - 2006/2007)
- Zaliczony do:
  - I składu:
    - Euroligi (2005–2007)
    - ligi izraelskiej (2003, 2004, 2007)

  - II składu Euroligi (2003, 2004)
  - składu najlepszych zawodników dekady Euroligi - EuroLeague All-Decade Team (2001–2010)
- Uczestnik meczu gwiazd ligi:
  - francuskiej (2002)
  - greckiej (2009)
  - chorwackiej (1999, 2000)

Reprezentacja
- Mistrz Europy:
  - U–18 (1996)
  - U–16 (1995)
- Uczestnik:
  - mistrzostw Europy (1999 – 11. miejsce, 2001 – 7. miejsce, 2005 – 7. miejsce, 2009 – 6. miejsce)
  - eliminacji do Eurobasketu (1997, 1999, 2001, 2003, 2005)